# سلطان البرقان
سلطان البرقان (انگلیسی: Sultan Al-Bargan؛ زادهٔ ۱۵ فوریهٔ ۱۹۸۳) بازیکن فوتبال اهل عربستان سعودی است.
از باشگاه‌هایی که در آن بازی کرده‌است می‌توان به باشگاه فوتبال الرائد عربستان سعودی، باشگاه فوتبال الهلال، باشگاه فوتبال الاتفاق عربستان سعودی، و باشگاه فوتبال الاتفاق عربستان سعودی، و باشگاه فوتبال الاتفاق عربستان سعودی، و باشگاه فوتبال الشعله عربستان سعودی اشاره کرد.